# Seba dubia
Seba dubia är en kräftdjursart som beskrevs av Schellenberg 1926. Seba dubia ingår i släktet Seba och familjen Sebidae. Inga underarter finns listade i Catalogue of Life.